# راپالو
راپالو (به ایتالیایی: Rapallo) یک کومونه در ایتالیا است که در استان جنوا واقع شده‌است.

## خصوصیات
راپالو ۳۳٫۷۰ کیلومترمربع مساحت و ۳۰٬۷۴۲ نفر جمعیت دارد و ۳ متر بالاتر از سطح دریا واقع شده‌است.

## نگارخانه

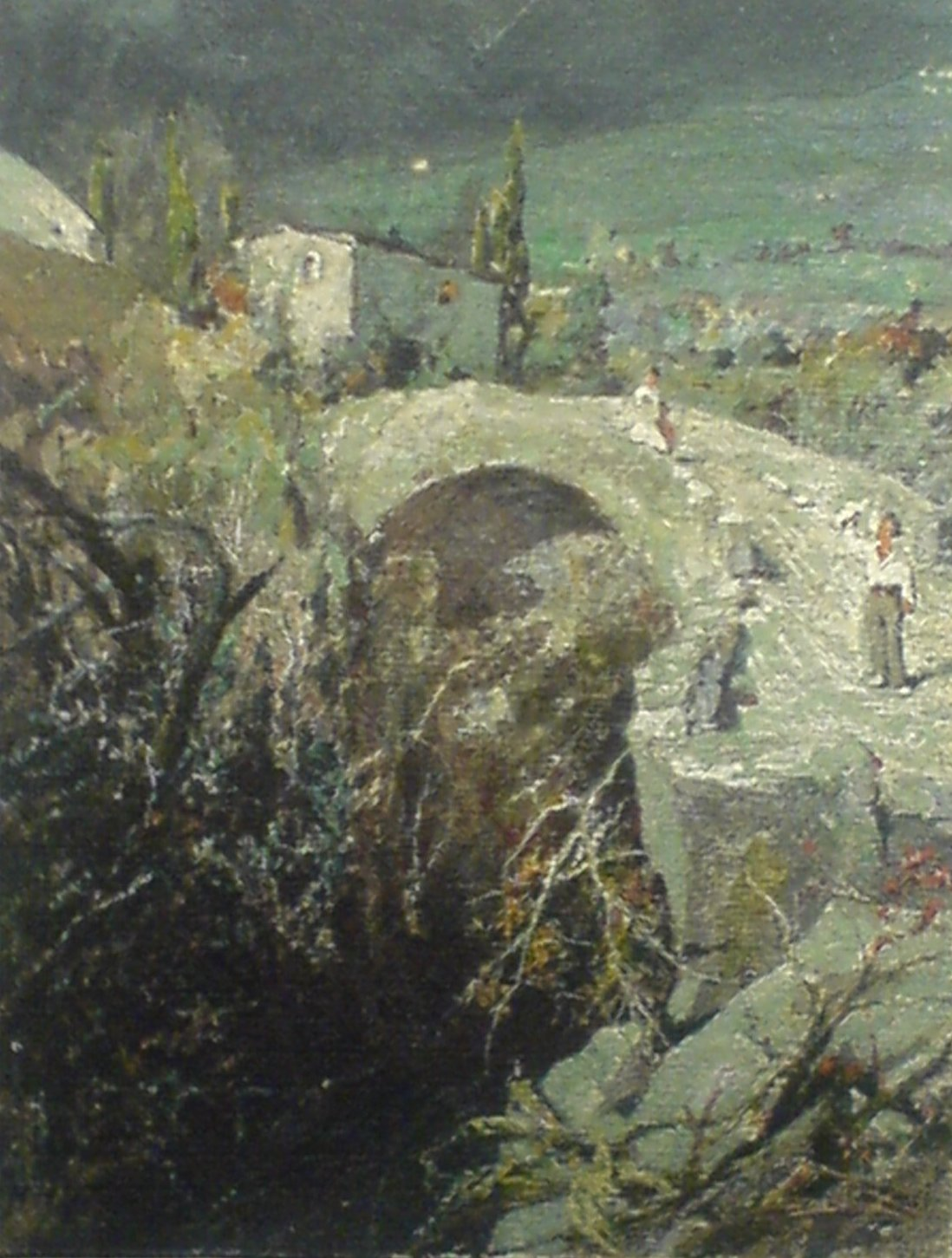
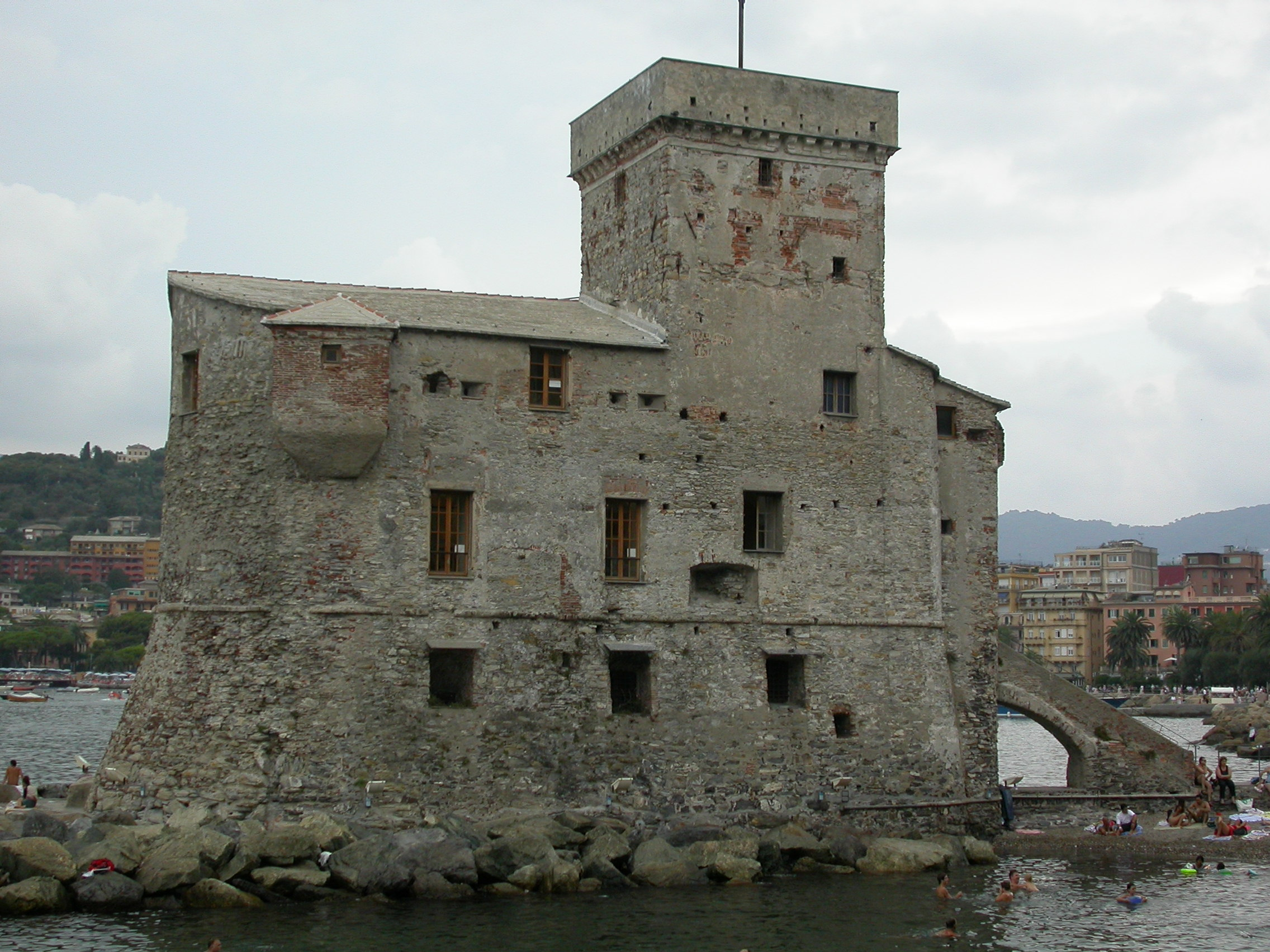